# Karibisk havsängel
Karibisk havsängel (Squatina dumeril) är en hajart som beskrevs av Charles Alexandre Lesueur 1818. Karibisk havsängel ingår i släktet Squatina och familjen havsänglar. Inga underarter finns listade i Catalogue of Life.
Arten förekommer i havet i Nord- och Centralamerika. Utbredningsområdet sträcker sig från nordöstra USA till Belize och kanske fram till Nicaragua. Karibisk havsängel dyker till ett djup av 1300 meter. Individerna vistas under våren och sommaren nära kusten. De blir upp till 93 cm långa. Honor lägger inga ägg utan föder omkring 10 levande ungar. Ungarna är vid födelsen 25 till 30 cm långa.
Några exemplar kan hamna som bifångst i fiskenät. Populationens storlek ökar. IUCN kategoriserar arten globalt som livskraftig.